# Campeonato Europeo de Bádminton de 2010
El XXII Campeonato Europeo de Bádminton se celebró en Mánchester (Reino Unido) del 14 al 18 de abril de 2010 bajo la organización de Badminton Europe (BE) y la Federación Británica de Bádminton.
Las competiciones se realizaron en la MEN Arena de la ciudad inglesa.

## Medallistas
| Evento               | Oro                                           | Plata                                                    | Bronce                                                                                              |
| -------------------- | --------------------------------------------- | -------------------------------------------------------- | --------------------------------------------------------------------------------------------------- |
| Individual masculino | Peter Gade Dinamarca                          | Jan Jørgensen Dinamarca                                  | Marc Zwiebler · Alemania Rajiv Ouseph · Inglaterra                                                  |
| Dobles masculino     | Lars Paaske Jonas Rasmussen Dinamarca         | Mathias Boe Carsten Mogensen Dinamarca                   | Kasper Faust Henriksen · Anders Kristiansen · Dinamarca Michael Fuchs · Ingo Kindervater · Alemania |
| Individual femenino  | Tine Rasmussen Dinamarca                      | Juliane Schenk · Alemania                                | Hongyan Pi · Francia Ela Diehl · Rusia                                                              |
| Dobles femenino      | Valeriya Sorokina · Nina Vislova · Rusia      | Petia Nedelcheva · Anastasiya Russkij · Bulgaria · Rusia | Mariana Agathangelou Heather Olver Inglaterra Line Damkjær Kruse Mie Schjøtt-Kristensen Dinamarca   |
| Dobles mixto         | Thomas Laybourn Kamilla Rytter Juhl Dinamarca | Robert Mateusiak · Nadieżda Kostiuczyk · Polonia         | Wouter Claes · Nathalie Descamps · Bélgica Nathan Robertson · Jennifer Wallwork · Inglaterra        |

## Medallero
| Núm. | País       | Oro | Plata | Bronce | Total |
| ---- | ---------- | --- | ----- | ------ | ----- |
| 1    | Dinamarca  | 4   | 2     | 2      | 8     |
| 2    | Rusia      | 1   | 1     | 1      | 3     |
| 3    | Alemania   | 0   | 1     | 2      | 3     |
| 4    | Bulgaria   | 0   | 1     | 0      | 1     |
| 4    | Polonia    | 0   | 1     | 0      | 1     |
| 6    | Inglaterra | 0   | 0     | 3      | 3     |
| 7    | Bélgica    | 0   | 0     | 1      | 1     |
| 7    | Francia    | 0   | 0     | 1      | 1     |
|      | TOTAL      | 5   | 6     | 10     | 21    |